# Ramsdorf

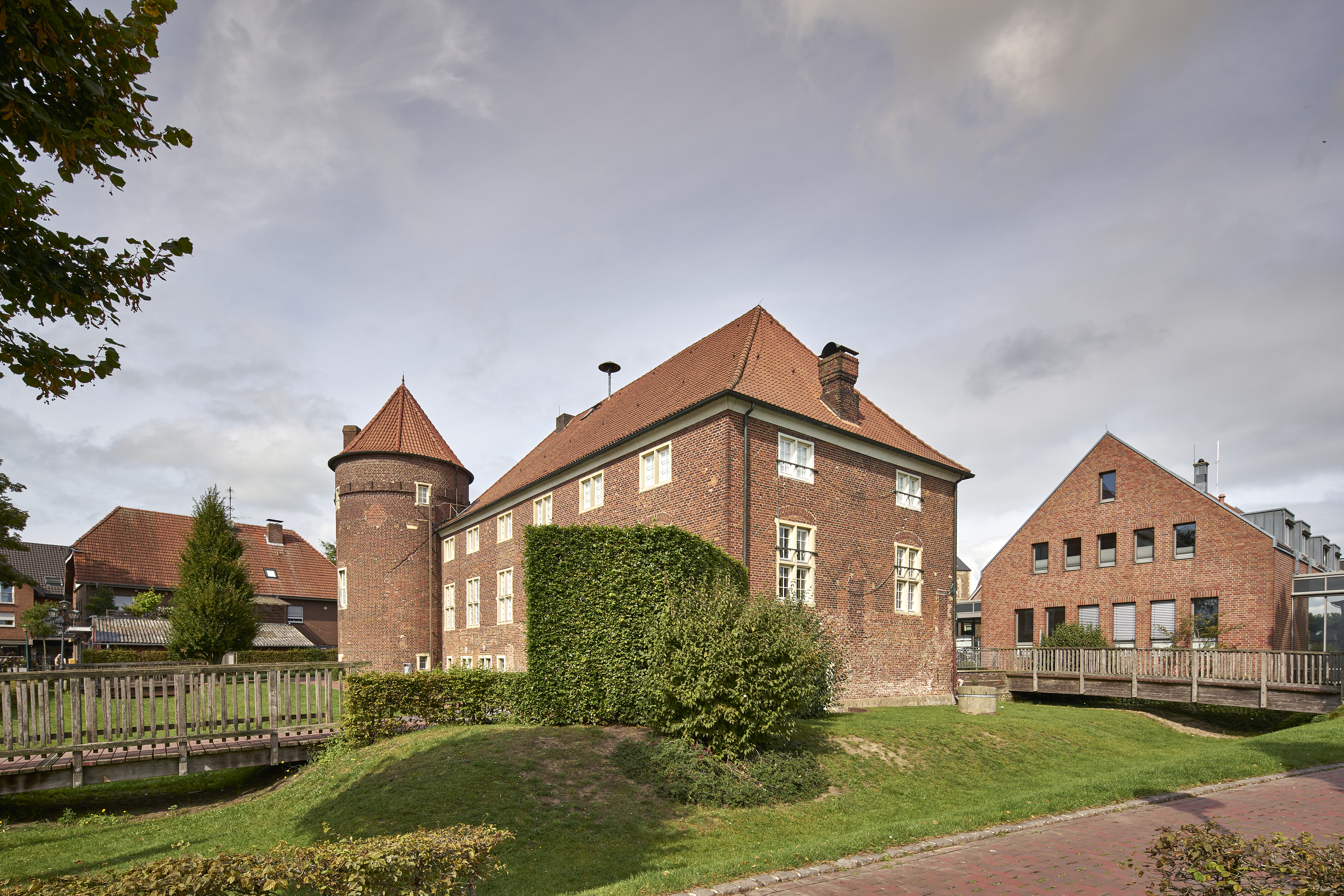
Burg Ramsdorf, Gebäude von 1732 mit Heimatmuseum

Ramsdorf ist ein Ortsteil der Stadt Velen im Kreis Borken im westlichen Münsterland (Nordrhein-Westfalen). Er liegt nordwestlich des Höhenzugs Die Berge (Borken-Ramsdorfer Berge) an der Bocholter Aa, die nördlich von Velen entspringt.
Bis 1975 war Ramsdorf eine eigenständige Gemeinde, die zeitweise als Wigbold besondere Rechte genoss. Das bekannteste Gebäude Ramsdorfs ist die Ramsdorfer Burg.

## Geographie
Ramsdorf liegt westlich von der Kernstadt Velen und ist von den Bauerschaften Bleking, Holthausen, Nordvelen, Waldvelen, Ostendorf, Krückling und Heddier bzw. Knüverdarp umgeben.

## Geschichte
Zu Beginn der Bredevoorter Fehde (1319–1326) zwischen Geldern und Münster ließ Bischof Ludwig Landgraf von Hessen Ramsdorf mit Gräben und einem Palisadenzaun befestigen. Am 25. Mai 1319 wurde das Dorf zum Wigbold erhoben. Damit galten die Einwohner nicht mehr als Hörige und waren von grundherrlichen Diensten befreit. Das vormalige Dorf erhielt Marktrecht, durfte Gerichtsbarkeit ausüben und einen Rat unter den Bürgern wählen lassen.
1348/49 wütete die Pest in Ramsdorf. Die Epidemie war möglicherweise neben der Nähe zum bedeutenderen Borken ein Grund dafür, dass Ramsdorf im weiteren Verlauf keine größere Bedeutung erlangte.
1425 wurde der bischöfliche Haupthof in Ramsdorf zur Burg ausgebaut. Burg Ramsdorf wurde bereits 1451 im Zuge der Münsterischen Stiftsfehde (1450–1457) zerstört, später aber wieder aufgebaut.
Die erste jüdische Familie wurde 1749 in Ramsdorf ansässig.
Nach der jahrhundertelangen Herrschaft des Fürstbistums Münster über Ramsdorf, gelangte der Ort 1803 aufgrund des Reichsdeputationshauptschlusses in Besitz des Hauses Salm, welches in seiner kurzen Zeit vor Ort bedeutende Fortschritte im Gesundheits- und Schulwesen vorantrieb, die auch in Ramsdorf spürbar waren: der Ramsdorfer Alexander Rave – später erster Bürgermeister („Maire“) Ramsdorfs –  wurde Vorsitzender des Sanitätskollegiums. Ab 1811 wurde das Fürstentum Salm an Frankreich übergeben und Ramsdorf war Teil des Kaiserreichs Frankreich. Es sind sieben Ramsdorfer Bürger bekannt, die im Dienst für die französische Armee gefallen sind. 1815 gelangte Ramsdorf unter preußische Landesherrschaft. Vor allem in der ersten Hälfte des 19. Jahrhunderts ließen Seuchen wie Diphtherie und – resultierend aus der hohen Abhängigkeit der Ramsdorfer Bürger zu Landwirtschaft und Natur – Missernten die Bevölkerungsentwicklung schwanken. Lebten 1825 noch 2000 Bürger im Amt Ramsdorf, waren es 1880 nur noch knapp 1800.
Gemäß der 1841 eingeführten Zweistufigkeit der Kommunalverfassung bestand das Amt Ramsdorf aus den Landgemeinden Ramsdorf-Stadt und Ramsdorf-Kirchspiel (darunterfallend die Bauerschaften Holthausen-Bleking, Ostendorf (darin die Haufensiedlung „Knüverdarp“) und Krückling).
Die Revolution 1848/49 führte auch in Ramsdorf zu Aufständen und Tumulten. Am 26. März 1848 wurde der Schullehrer Caspar Schmidt angegangen und der Amtmann Werner Rave aufgefordert, die Amtsakten offenzulegen und „über alles Rechenschaft [abzulegen]“. Ramsdorfs erster Bürgermeister Alexander Rave forderte öffentlichkeitswirksam einen deutschen Nationalstaat. Im Mai 1848 erregte man Aufmerksamkeit durch die Befreiung eines Gefangenen aus dem Ramsdorfer Arresthäuschen.
Erste industrielle Modernisierungsschübe gingen mit der besseren Anbindung an das Straßen- und Schienennetz einher: Die Straßenverhältnisse waren durchgehend so schlecht, dass der englische Lord Castlereagh bei seiner Fahrt durch Ramsdorf mit seinem Wagenrad verunfallte. Das Teilstück der Kreischaussee „Borken-Ramsdorf“ wurde 1853 fertiggestellt; 1861 konnte hierüber bis nach Emmerich und Münster gefahren werden.
In den Deutschen Einigungskriegen kämpften auch Ramsdorfer Männer an vorderster Front.
In der Zeit des Kaiserreichs ab 1871 waren die Bewohner keineswegs mehr „Preußen wider Willen“, jedoch weiterhin treue Zentrumswähler. So gingen 446 der 448 Stimmen bei der Reichstagswahl 1912 auf das Konto der Partei.
Im Herbst 1904 wurde die Eisenbahnstrecke Borken-Coesfeld in Betrieb genommen; am 01. Oktober fuhren die ersten Lokomotiven auch am Halt Ramsdorf über die Gleise. Dies war vor allem für die Webereien Lühl und Ellinghaus, die ihren Warenverkehr bis dahin mühselig auf der Straße abwickelten, von großer Bedeutung.
Die erste elektrische Ortszentrale wurde im Winter 1915/16 – und somit relativ spät – in Betrieb genommen, die Anbindung an die Hochspannungsleitung der Elektrizitätswerke Westfalen hingegen war schon 1923 abgeschlossen.
Aus den Ämtern Velen und Ramsdorf verloren 174 Männer im Ersten Weltkrieg ihr Leben.
Das gesellschaftliche Leben in Ramsdorf wurde in dieser Zeit weiterhin durch katholische Amtsträger und Institutionen geprägt. Dies zeigt sich auch durch die Gründung eines katholischen Jünglingsvereins in Ramsdorf 1914 und an der Gründung des ersten Fußballvereins „DJK Ballspiel-Verein Preußen Ramsdorf“ im Jahr 1925, der aus dem ehemals überkonfessionellen „Ballspiel-Verein Preußen Ramsdorf“ aus dem Jahr 1921 hervorging.
1925 besaß das Amt Ramsdorf 2490 Einwohner; 865 davon in Ramsdorf-Stadt lebend, der Rest auf die Bauernschaften verteilt. In diesem Jahr wurde eine eigene Verwaltungsstelle für das Amt Ramsdorf eingerichtet.
Auch Mitte der 1920er waren mehr als die Hälfte der Erwerbstätigen in Ramsdorf in der Landwirtschaft tätig, bis 1939 fiel diese Quote auf unter 50 %. Weitere Arbeitsplätze wurden in der Textilindustrie und im Handwerk geschaffen – auch sind 70 Bergleute, die 1924 täglich nach Hervest-Dorsten pendelten, bekannt.
Bis 1930 lässt sich keine großartige Radikalisierung der Ramsdorfer Bürgerschaft erkennen: das konservativ-katholische Lager dominierte weiterhin. Die Zentrumspartei erhielt auch in den Reichstagswahlen bis 1928 immer über 90 % der Stimmen im Amt Ramsdorf. Während im Amt Velen dies grundsätzlich nicht großartig anders war, wurde vor allem durch das in Teilen republikfeindliche Haus Landsberg und das Wirken von Dr. Heinrich Glasmeier frühe Vorfeldarbeit für die Nationalsozialisten geleistet. Solch ein Verhalten lässt sich für das Ende der 1920er in Ramsdorf nicht erkennen.
In den Jahren 1931/32 schlug sich die Weltwirtschaftskrise auf massive Weise auch auf Ramsdorf nieder: Arbeitslosigkeit und Massenarmut konnten auch hier beobachtet werden. Ernsthafte Unzufriedenheit mit dem politischen System spiegelte sich in den Wahlergebnissen nicht wider: Das Zentrum konnte seine Monopolstellung behalten, republikfeindliche Parteien wie die NSDAP und DNVP lagen mit einstelligen Prozentpunkten weit unter dem Reichsdurchschnitt. Im Oktober 1931 organisierte der NSDAP-Kreisverband Borken unter der Parole „Deutschland erwache!“ seine erste Kundgebung in Ramsdorf, die wenig Anklang fand. Grundsätzlich schaffte es die NSDAP bei freien Wahlen nie mehr als 34 % der Stimmen (Provinziallandtagswahl 1933) in Ramsdorf zu erhalten oder gar stärkste Kraft zu werden. Die Kursänderung der deutschen Bischöfe in ihrem Umgang mit der NSDAP im März 1933 führte auch in Ramsdorf zum Abbau der Vorbehalte gegenüber den neuen Machthabern. In der Folge wurde eine NSDAP-Ortsgruppe gegründet und ein NSDAP-Stützpunkt errichtet. Widerstand gegen die NSDAP leistete zum Beispiel Heinrich Bödder, Gemeindevorsteher von Ramsdorf-Kirchspiel, der den Hitlergruß mehrmals verweigerte.
Es begann die Gleichschaltung aller Lebensbereiche der Ramsdorfer Bürger im Sinne der Nationalsozialisten. 1936 wurde der Verein für Leibesübungen Ramsdorf gegründet. Dieser löste den Fußballverein DJK ab, der zuvor verboten worden war. Später war der Kirchenkampf im katholischen Milieu des Westmünsterlandes Grund für Widerstand oder Nonkonformität gegenüber dem NS-Regime.
Am 1. April 1937 wurden die beiden Ämter Velen und Ramsdorf zum Amt Velen-Ramsdorf zusammengeschlossen. Alle jüdischen Bürger Ramsdorfs emigrierten bis 1937; der gebürtige Ramsdorfer Siegfried Landau, der nach Dinslaken verzogen war, wurde mit seiner Familie nach Riga deportiert und gilt seitdem als verschollen. Im März 1942 trafen erste sowjetische Zwangsarbeiter im Amt Velen-Ramsdorf ein.
Bereits 1942 machte sich durch die Lage Ramsdorf in der Einflugschneise alliierter Flugzeuge für das Ruhrgebiet Verunsicherung und Angst breit. Im März 1945 sind die letzten Ramsdorfer Männer als Volkssturmeinheiten an die Frontlinien versetzt worden. Am 29. März 1945 erreichten erste britische Soldaten Ramsdorf, Ostern 1945 war der Krieg für die örtliche Bevölkerung beendet: 174 Gefallene oder Vermisste aus Ramsdorf sind für den Zweiten Weltkrieg bekannt.
Am 26. Juli 1958 gegen 18:30 Uhr fielen in Ramsdorf die Bruchstücke des Ramsdorf-Meteoriten vom Himmel. Dies wurde von Kindern beobachtet und es konnten zwei Bruchstücke mit einem Gewicht von 4680 g und 2015 g geborgen werden. Es handelte sich bei dem Meteoriten um einen gewöhnlichen Chondriten vom Typ L6.
Die Gemeinden Stadt Ramsdorf (Stadt nach der Landgemeindeordnung 1856 in der Provinz Westfalen) und Kirchspiel Ramsdorf wurden am 1. April 1959 zur neuen Gemeinde Ramsdorf zusammengeschlossen. Am 1. Januar 1975 schlossen sich die beiden Gemeinden Ramsdorf und Velen aufgrund jeweiliger Ratsbeschlüsse vom 29. April 1974 zur neuen Gemeinde Velen zusammen.

## Kultur und Bildung

### Vereine und Veranstaltungen
Das kulturelle Leben des Ortes ist geprägt durch eine Vielzahl von Vereinen, die im Folgenden aufgeführt sind:
- Spielmannszug Ramsdorf
- Schützenverein Ramsdorf-Stadt
- VfL Ramsdorf
- Schützenverein Holthausen-Bleking
- Junggesellen Schützenverein Bleking-Holthausen
- Schützenverein Ostendorf
- KLJB Ramsdorf
- Tennisverein Blau-Weiß Ramsdorf
- Männerchor Concordia Ramsdorf 1878
- Angelsportgemeinschaft Ramsdorf
- Ramsdorfer Kreisel (Schalke-Fanclub)

Es gibt vier jährlich stattfindende Schützenfeste: Am zweiten Mai-Wochenende findet das Fest des Schützenvereins Ostendorf statt. An Christi Himmelfahrt feiert der Schützenverein Holthausen-Bleking. Am zweiten Juli-Wochenende wird das Stadtschützenfest in Ramsdorf gefeiert, eine Woche später findet das Junggesellen-Schützenfest Holthausen-Bleking statt.

Die KLJB richtet am vierten Sonntag im Juli ein Beachvolleyball-Turnier aus.

Zwei Märkte – der Ramsdorfer Mai und der Büchermarkt im September – ergänzen die Reihe der Veranstaltungen.

### Bildung und Weiterbildung
Die Walburgisschule Ramsdorf ist eine katholische Grundschule, die als offene Ganztagsschule betrieben wird. Schulträger ist die Stadt Velen.

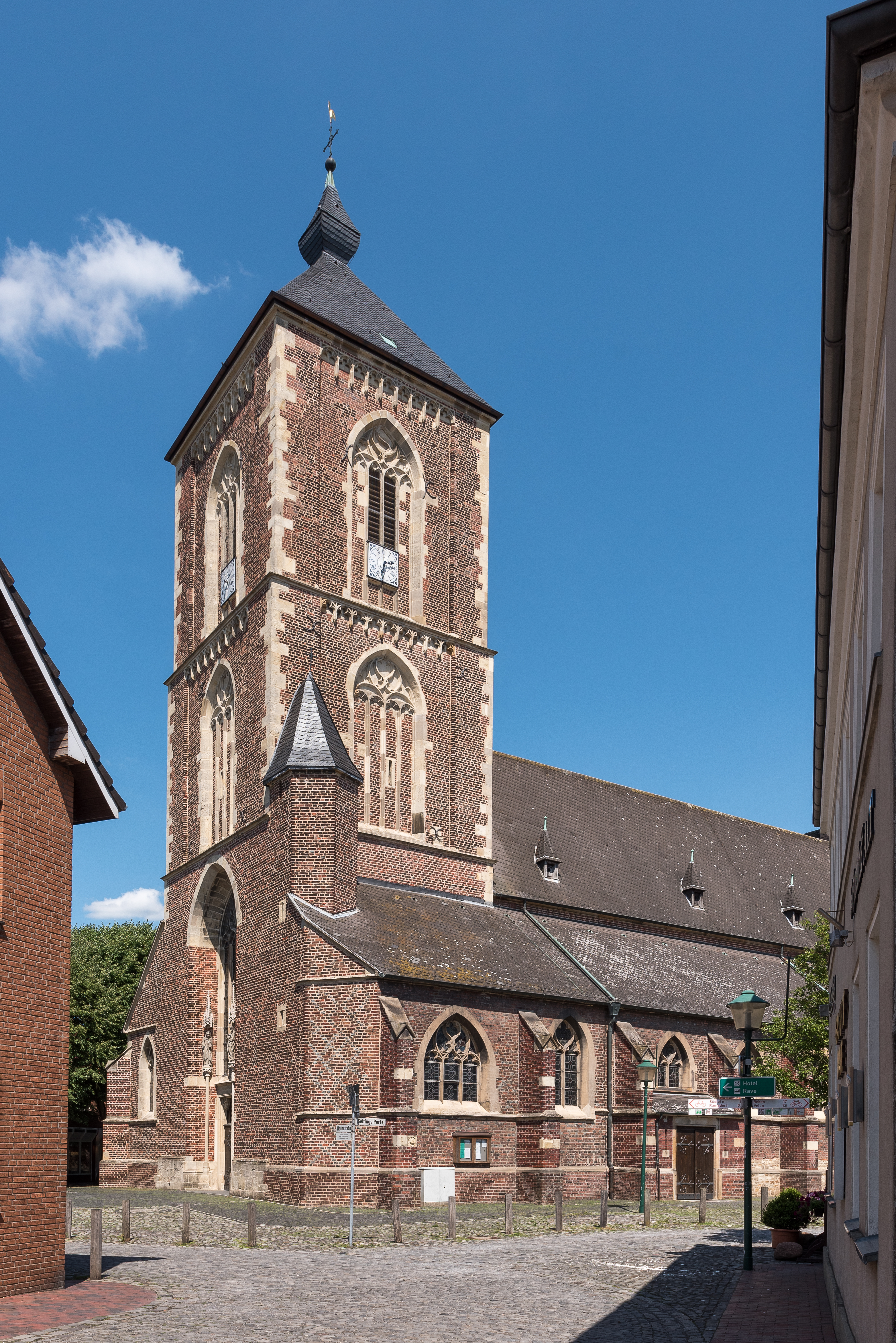
Pfarrkirche St. Walburga

## Sehenswürdigkeiten
Am Walburgisplatz im Zentrum des Ortes steht die katholische Pfarrkirche St. Walburga. Es handelt sich um eine spätgotische Pseudobasilika mit hohem Westturm. Querhaus und Chor sind als Erweiterung in neugotischen Formen ausgeführt.
Rund 100 Meter südwestlich der Kirche steht die Burg Ramsdorf. Ihre ältesten Teile stammen aus dem 15. Jahrhundert. Das bestehende rechteckige Backsteingebäude stammt von 1732. Es beherbergt heute das Heimatmuseum. Anhand zahlreicher Objekte wird die Geschichte des Ortes dargestellt, beginnend von der Urzeit bis in die Gegenwart.

## Freizeit
Sport- und Freizeitmöglichkeiten bieten das Freibad sowie das angeschlossene Tennis-Gelände. Ebenso verfügt Ramsdorf über zwei Fußballplätze (Wulfkamp-Stadion und Kunstrasenplatz). Die beiden Mehrzwecksporthallen von Grund- und Sekundarschule werden zudem von diversen Sportvereinen genutzt.
Rad- und Wanderwege bestehen in Ostendorf, Holthausen und Krückling, sowie am Lünsberg. Ramsdorf besitzt zudem einen ausgedehnten Stadtwald.

## Persönlichkeiten
- Josef Tillmans (1876–1935), Lebensmittelchemiker
- Frieda Terhoch (1889–1957), Kauffrau im Ort, Schützenkönigin, Flucht mit der Familie über die Niederlande nach Kanada[11][12]
- Ludgera Selting (* 3. März 1964 in Ramsdorf), Präsidentin des Verfassungsgerichtshofs Berlin
- Sören Storks (* 1986), Fußballschiedsrichter